# Plastic Tree
I Plastic Tree (Plastic Tree?) sono una band alternative rock giapponese fondata a Chiba all'inizio degli anni novanta.
Nonostante il gruppo suoni un rock molto affine alla musica occidentale, e specialmente alla new wave inglese e al grunge statunitense, può essere incluso nel genere visual kei per la grande e studiata importanza data al look e alla presentazione in pubblico.

## La band
(Ryūtarō Arimura durante un concerto.)
I Plastic Tree, sillabati in giapponese come プラスティック トゥリー  (?, Purasutikku Turii) e chiamati dai fan プラトゥリ  (?, PuraTuri) o più semplicemente プラ  (?, Pura), sono una delle band giapponesi più profondamente ispirate e legate alla musica occidentale, con frequenti riferimenti nel sound e nelle melodie al brit-pop. Il loro nome, però, non deriva dal brano Fake Plastic Trees dei Radiohead (peraltro successivo di due anni alla nascita del gruppo), ma da una semplice scelta dei due fondatori, Ryūtarō Arimura e Tadashi Hasegawa, di abbinare due parole straniere ossimoriche: il senso del "plastic tree" è quello di un albero che non muore mai. In ogni caso, la band inglese è comunque molto ben conosciuta dai Plastic Tree: lo stesso cantante Ryūtarō ha dichiarato che, se dovesse scegliere un solo disco da portare con sé su un'isola deserta, opterebbe per Pablo Honey dei Radiohead.

## Storia
I Plastic Tree nascono nel dicembre del 1993 a Chiba, vicino a Tokyo, dalla volontà di Tadashi Hasegawa (considerato formalmente il fondatore e leader della band) e Ryūtarō Arimura di riformare un gruppo musicale dopo lo scioglimento delle precedenti band in cui i due militavano: i due chiamano a completare la formazione il chitarrista Akira Nakayama e il batterista KOJI (anch'essi conosciuti in precedenti esperienze), inizialmente come membri di supporto e poi, dal 31 marzo 1994, come effettivi. Ryūtarō e Tadashi scelgono un nome benaugurante per la band: "plastic tree" rappresenta un albero che non muore mai. Nel momento di massimo successo del visual kei classico, i Plastic Tree decidono di rifarsi più alle band inglesi new wave e brit-pop che non agli idoli post-glam loro conterranei come i LUNA SEA e gli X JAPAN; anche i look che scelgono, benché molto curati, si rifanno più a un'eleganza sobria e mesta o alla moda casual e informale piuttosto che alle pirotecniche invenzioni visive dei loro colleghi.
Dopo molte esibizioni presso i locali musicali della prefettura di Chiba, vengono notati a Ichikawa dalla proprietaria del CLUB GIO della città, che possiede anche l'omonima label indie GIO RECORDS e li scrittura con un contratto discografico: entro la fine del 1995 esce così il loro primo mini-album Strange fruits -Kimyō na kajitsu-, e poi altri due singoli. Il riscontro di pubblico è molto buono, e già nel 1997 i Plastic Tree passano all'etichetta EntrancE (di proprietà della major Warner Music) e pubblicano il loro primo album completo Hide and Seek.

## Formazione

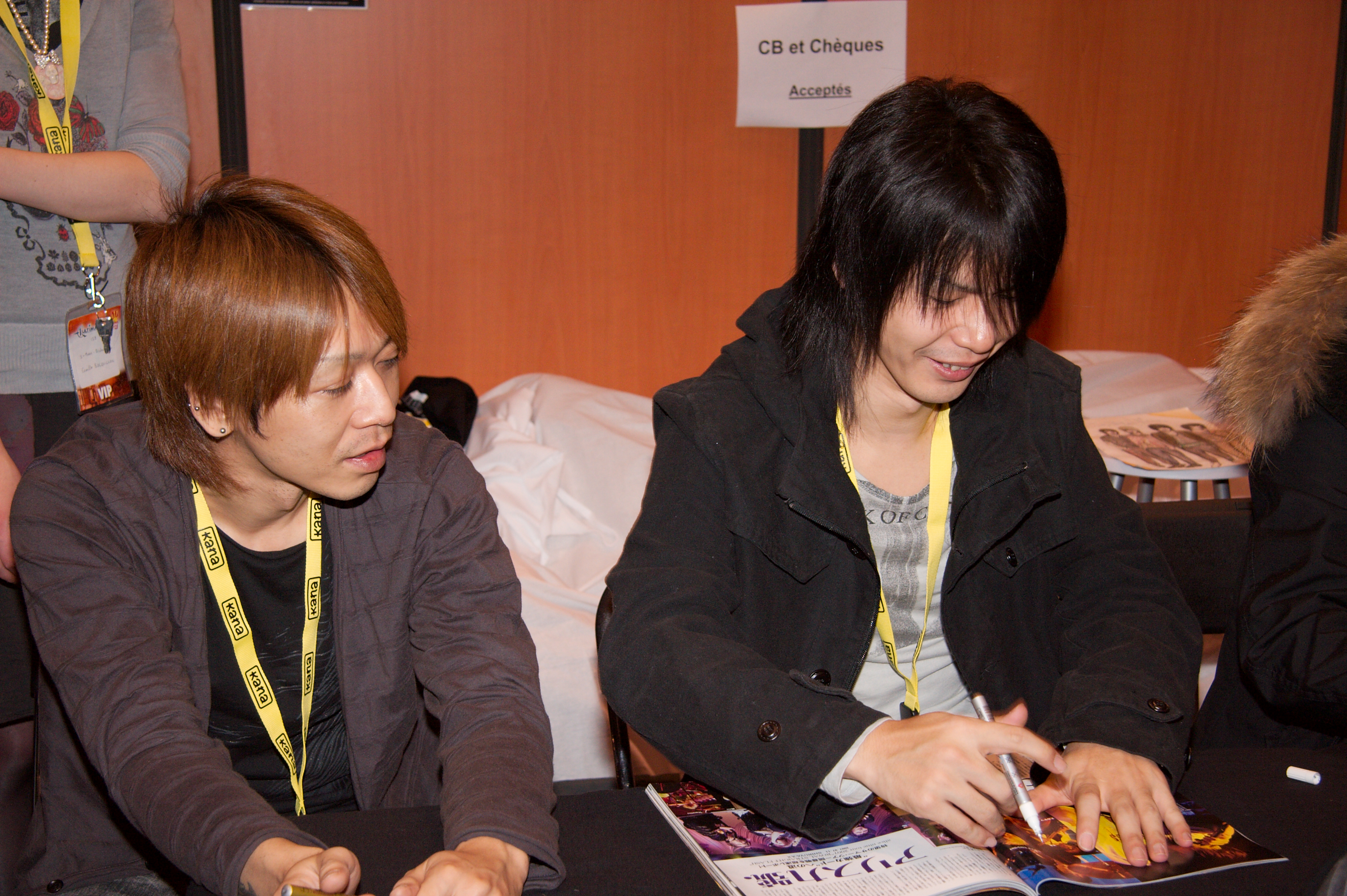
Il chitarrista Akira Nakayama e l'ex batterista Hiroshi Sasabuchi al Chibi Japan Expo del 2007 a Parigi.

- Ryūtarō Arimura (有村 竜太朗?), 06/03/1973 - voce e seconda chitarra
- Akira Nakayama (ナカヤマ アキラ?)[6], 16/01/1971 - chitarra, cori e PC
- Tadashi Hasegawa (長谷川 正?), 16/11/1970 - basso e cori; leader del gruppo
- Kenken Satō (佐藤 ケンケン?), vero nome Kentarō Satō (佐藤 健太郎?), 08/01/1978 - batteria (dal 03/07/2009[7])

### Ex componenti
- KOJI (コージ?) - batteria dal marzo al settembre 1994
- SHIN (シン?) - batteria dall'ottobre 1994 al 12/05/1996
- TAKASHI (タカシ?), vero nome Takashi Oshōdani (大正谷 隆?), 15/01/? - batteria dal luglio 1996 al dicembre 2001
- Hiroshi Sasabuchi (ササブチ ヒロシ?)[8], 12/10/1976 - batteria dal luglio 2002 al 19/03/2009

### Cronologia
- Ryūtarō Arimura: RELIGION MIX → DROP'IN SHOP LIFTERS → NTT FUCKS → Plastic Tree
- Akira Nakayama: RELIGION MIX → DROP'IN SHOP LIFTERS → NTT FUCKS → Plastic Tree, COALTAR OF THE DEEPERS (supporto), Date You (supporto)
- Tadashi Hasegawa: CAM'-FLAGE → NTT FUCKS → Plastic Tree
- Kenken Satō: DROWNING → idio-gram (supporto) → Plastic Tree (supporto) → Plastic Tree
  - KOJI: NTT FUCKS → Plastic Tree → ha abbandonato la carriera musicale
  - SHIN: Plastic Tree → libero professionista
  - TAKASHI: ZELIACORT → Plastic Tree → HUSH → Ghost → bibi → MILLION RED FEVER → BMXX[9]
  - Hiroshi Sasabuchi: MAGNITUDE 9.8 → Velvet Blue → JILS (supporto) → Whiz Witt → Plastic Tree → the studs (supporto)[10] → cuckoo[11]

## Opere

### Discografia

#### Album

##### Album originali
- 10/07/1997 - Hide and Seek
- 26/08/1998 - Puppet Show
- 23/08/2000 - Parade
- 21/09/2002 - Träumerei
- 22/10/2003 - Shiro chronicle
- 25/08/2004 - cell.
- 28/06/2006 - Chandelier
- 27/06/2007 - Nega to Posi
- 24/09/2008 - Utsusemi
- 23/12/2009 - Dona Dona
- 06/04/2011 - ammonite
- 12/12/2012 - Ink
- 23/12/2015 - Hakusei
- 07/03/2018 - doorAdore
- 25/03/2020 - Jusshoku teiri
- 29/05/2024 - Plastic Tree

##### Mini-album
- 11/12/1995 - Strange fruits -Kimyō na kajitsu-
  - 25/06/1997 - Kimyō na kajitsu (riedizione di Strange fruits -Kimyō na kajitsu- con titolo e copertina diversa)[12]
- 05/03/2014 - echo (echo?)

#### Raccolte

##### Best of
- 27/03/2001 - Cut ~Early Songs Best Selection~ (Cut〜Early Songs Best Selection〜?); re-take best of
- 14/11/2001 - Single Collection (Single Collection?); raccolta di singoli
- 07/11/2002 - Premium Best (Premium Best?)
  - 25/08/2010 - Premium Best ~2010 Expanded Edition~ (Premium Best〜2010 Expanded Edition〜?) (riedizione)
- 26/10/2005 - Best Album Kuro ban (Best Album 黒盤?) & Best Album Shiro ban (Best Album 白盤?); best of in due distinti CD venduti separatamente
- 05/09/2007 - B men gahō; prima raccolta di b-side pubblicate precedentemente solo sui singoli
- 26/08/2009 - Gestalt hōkai (ゲシュタルト崩壊?)
- 07/07/2010 - ALL TIME THE BEST (ALL TIME THE BEST?)
- 13/02/2019 - Zoku B men gahō (続 B面画報?); seconda raccolta di b-side pubblicate precedentemente solo sui singoli

##### Compilation

###### Proprie
- 13/07/2007 - What is "Plastic Tree"?; raccolta di singoli e rispettive b-side per il mercato europeo, include un DVD con i videoclip dei singoli

###### Collettive
- 02/1995 - Shikkoku no symphony II (漆黒のシンフォニーII?, Shikkoku no shinfonii II)

1. Rustry (Rusty?)
2. Nerveless smile (Nerveless smile?)

- 25/04/1996 - Emergency Express 1996 ~Do You Feel The Next Vibe!~ (Emergency Express 1996 〜Do You Feel The Next Vibe!〜?)

1. Cream (クリーム?)

- 06/10/2010 - Genten (原点?)

1. Slide. (スライド.?)

- 09/02/2011 - FUCK THE BORDER LINE (FUCK THE BORDER LINE?); raccolta di cover dei Kuroyume eseguite da artisti visual kei

1. MARIA (MARIA?)

- 14/09/2011 - V-ROCK Disney (V-ROCK Disney?); raccolta di cover di brani celebri da film Disney eseguite da artisti visual kei

1. Chim Chim Cher-ee (チム・チム・チェリー?)

#### Singoli
- 25/09/1996 - Rira no ki
- 25/06/1997 - Wareta mado
- 15/02/1998 - Hontō no uso
- 25/07/1998 - Zetsubō no oka
- 10/03/1999 - Tremolo
- 25/08/1999 - Sink
- 10/12/1999 - Tsumetai hikari
- 19/04/2000 - Slide.
- 12/07/2000 - Rocket
- 07/02/2001 - Planetarium
- 14/11/2001 - Chiriyuku bokura
- 26/06/2002 - Aoi tori
- 21/05/2003 - Baka ni natta no ni
- 09/07/2003 - Moshimo piano ga hiketa nara
- 01/10/2003 - Mizuiro girlfriend
- 21/01/2004 - 「Yuki hotaru」
- 10/03/2004 - Harusaki sentimental
- 28/07/2004 - Melancholic
- 11/05/2005 - Sanbika
- 12/10/2005 - Namae no nai hana
- 16/11/2005 - Ghost
- 14/12/2005 - Kūchū buranko
- 10/05/2006 - Namida drop
- 24/01/2007 - Spica
- 16/05/2007 - Makka na ito/Ai yori aoku
- 09/04/2008 - Alone Again, Wonderful World
- 13/08/2008 - Replay/Dolly
- 10/06/2009 - Fukurō
- 28/10/2009 - Sanatorium
- 28/07/2010 - Moonlight ----.
- 15/12/2010 - Mirai iro
- 29/02/2012 - Jōmyaku
- 20/06/2012 - Kuchizuke
- 05/09/2012 - Shion
- 04/09/2013 - Dōkō
- 03/09/2014 - Mime
- 04/03/2015 - Slow (スロウ?)
- 02/09/2015 - Rakka (落花?)
- 17/08/2016 - Silent Noise (サイレントノイズ?)
- 25/01/2017 - Nenriki (念力?)
- 21/06/2017 - Uchū yūei (雨中遊泳?)
- 25/07/2018 - Inside Out (インサイドアウト?)
- 04/09/2019 - Senzō (潜像?)
- 19/07/2023 - Azabana (痣花?)
- 13/12/2023 - Zawameki (ざわめき?)

#### Altro
- 19/12/2007 - Zero; CD promozionale allegato al pamphlet dell'omonimo concerto e contenente una sola canzone anch'essa con lo stesso titolo

### Videografia

#### VHS
- 03/04/1996 - Alice no nemuri fukuro (アリスの眠り袋?); live[13]
- 28/07/1999 - Nijigen Orgel (二次元ヲルゴール?); raccolta di videoclip
- 08/11/2000 - Nijigen Orgel. 2 (二次元ヲルゴール.2?); raccolta di videoclip
- 21/03/2002 - Kuro Tent (黒テント?); live

#### DVD
Dove non indicato diversamente, tutti i titoli sono registrazioni di concerti dal vivo.
- 22/11/2000 - Nijigen Orgel. 2 (二次元ヲルゴール.2?); raccolta di videoclip
- 21/03/2002 - Kuro Tent (黒テント?)
- 18/12/2002 - Kuro Tent 2 (黒テント2?)
- 22/12/2004 - Nijigen Orgel. 3 (二次元ヲルゴール.3?); raccolta di videoclip
- 09/02/2005 - Nijigen Orgel (二次元ヲルゴール?); raccolta di videoclip, riedizione in DVD dell'originale su VHS
- 29/03/2006 - Hana moete, bōrei no namida, tenmaku ni ochiru. (花燃えて、亡霊の涙、天幕に堕ちる。?); live e raccolta di videoclip
- 19/12/2007 - Zero (ゼロ?)
- 24/12/2008 - Merry Go Around The World (Merry Go Around The World?); due edizioni con tracklist diverse: una special edition con t-shirt ed una normal edition solo DVD
- 25/11/2009 - Tent (テント?)
- 23/12/2009 - Gestalt hōkai -Eizōhen- (ゲシュタルト崩壊-映像編-?); raccolta di videoclip
- 07/07/2010 - Shugyoku to himitsu no kōen (珠玉と秘密の公演?); live collage
- 27/10/2010 - Ch.P (Ch.P?); cofanetto commemorativo del 15º anniversario della band, due DVD: il primo con l'esecuzione live dell'EP di esordio Strange fruits -Kimyō na kajitsu- e il secondo il concerto Tent 2 (テント②?)
- 07/09/2011 - 「Yuku Pura Kuro Pura」Furikae kōen「Yuku Pura Kita Pura」 (「ゆくプラ くるプラ」振替公演「ゆくプラ きたプラ」?); due DVD: il primo con il concerto Yuku Pura Kita Pura e il secondo con materiale documentario
- 14/12/2011 - ammonite jitsuenban (アンモナイト 実演版?); due DVD: il primo con il concerto ammonite (ō) (アンモナイト（大）?) conclusivo del tour e il secondo con il concerto ammonite (ko) (アンモナイト（小）?) trasmesso su Nico Video e altro materiale documentario
- 12/12/2012 - Tent 3 (テント③?); contenuto come extra nell'album Ink

### Photobook
- 15/09/2007 - Bōkyaku Monologue 10th Anniversary Archives of Plastic Tree (忘却モノローグ 10th Anniversary Archives of Plastic Tree?)

### Riviste
- 19/12/2003 - Zy. mega edition #01; raccolta dei numeri 1~11 della rivista Zy.
- 02/02/2006 - Plastic Tree FiLE 2002-2005; raccolta dei servizi sui Plastic Tree apparsi sulla rivista Shoxx nel periodo 2002~2005
- 10/03/2007 - Zy. mega edition #05; raccolta dei numeri 12~30 della rivista Zy.
- 03/2009 - Plastic Tree FiLE #2; raccolta dei servizi sui Plastic Tree apparsi sulla rivista Shoxx nel periodo 2006~2008